# Strategiile de management al clasei de tip PBIS
Strategiile de management al clasei de tip PBIS reprezintă ansamblul de obiective, instrumente și activități desfășurate la clasă ce urmăresc sprijinirea comportamentelor pozitive în unitățile de învățământ.

## Principii de bază
Principiile de bază ale acestor strategii sunt:
- Profesionalismul: comportamentul cadrului didactic este de tip neutru, obiectiv, imparțial, lipsit de prejudecăți.
- Senzitivitate culturală: considerarea istoricului specific al fiecărui elev, cu atenție acordată familiei, comunității și grupului său social.
- Informarea: intervențiile sunt bazate pe date
- Fidelitatea implementării: conformitatea implementării acestor strategii cu principiile PBIS este evaluată periodic, realizându-se ajustările necesare
- Impactul educațional: se pune accent pe calitatea planificării și implementării diverselor instrumente
- Claritatea: comportamentele dorite sunt predate, exemplificate, monitorizate și răsplătite într-un mod explicit
- Prevenția: mediul clasei este astfel planificat pentru a încuraja comportamentele predate și pentru a descuraja erorile de comportament.

## Tipuri de strategii
Tipurile de strategii pot fi grupate în trei categorii: elemente de bază, practici și sisteme de date.

### Elemente de bază
Primii pași în implementarea strategiilor de management al clasei de tip PBIS constau în măsuri privind:
- Aranjarea clasei: propice pentru activitățile uzuale (grupuri mici/întreaga clasă); amplasarea mobilei permite mișcarea liberă a cadrului didactic și a elevilor; materialele utilizate în predare sunt în bună stare, ordonate, gata de a fi utilizate; informațiile critice pot fi făcute mai vizibile, pe tablă/perete: liste de cuvinte, etape, formule); tot spațiul clasei, și toți elevii, sunt vizibili pentru cadrul didactic.

Matricea așteptărilor PBIS - exemplu

- Așteptări: implementarea la clasă a matricii așteptărilor definite la nivel de școală; așteptările trebuie să fie observabile, limitate ca număr (maxim 5), măsurabile, formulate într-un mod pozitiv (nu doar interdicții) și ușor de înțeles, să poate fi aplicate consecvent/oricând/fără excepții; predarea așteptărilor va folosi exemple pozitive și negative, oportunități de practică și de primire de feedback; obținerea acordului și sprijinului elevilor privind așteptările.
- Proceduri: stabilirea de tipare și activități predictibile; atenție acordată derulării armonioase a activităților din clasă (incluzând postere, imagini, semne cu mâna, cronometrare, etc); etapele pentru fiecare activitate sunt clar evidențiate, direct de către cadrul didactic; crearea de proceduri/rutine pentru activități care ridică în clasă probleme de comportament (intrarea/ieșirea din clasă, tranziția între activități, solicitarea de ajutor, predare teme/materiale (inclusiv cele întârziate); recunoașterea și aprecierea publică a elevilor care îndeplinesc cu succes sarcinile/procedurile stabilite; promovarea implicării elevilor în planificarea și gestionarea activităților.

### Practici
Practicile PBIS axate pe prevenție constau în:

#### Aprecierea
Aprecierea constă în afirmații verbale care numesc explicit comportamentul pozitiv dorit și includ o laudă pentru persoana (grupul) care l-a exemplificat. Această componentă a strategiilor de clasă deține un rol esențial în cadrul abordării PBIS, întrucât promovează direct comportamentele pozitive dorite.
Aprecierea ar trebui să fie oferit cât de curând, să fie pe înțelesul tuturor, să evite sarcasmul, să fie sinceră și bazată pe merit. Se recomandă ca raportul între apreciere:critici să fie 5:1. Modul de oferire a laudei (individual sau public) trebuie să țină cont de vârsta elevului și de preferințele sale. Exemple de momente propice aprecierii sunt: ulterior unei activități care a necesitat liniște și atenție din partea clasei; răspunsul în mod adecvat la întrebări (prin ridicarea mâinii). Expresiile generale ("bună treabă!") nu sunt productive, întrucât nu subliniază/identifică comportamentul pozitiv dorit. 
Forme particulare ale aprecierii:
- Acorduri cu privire la comportament: aceste "înțelegeri" între cadrul didactic și elevi privesc: comportamentul dorit; modalități de încurajare a acestuia; răsplata, care este condiționată de respectarea acordului; consecințe pentru nerespectarea acordului.
- Premii condiționate: acestea se pot oferi: întregii clase dacă cel puțin unul/câțiva elevi îndeplinesc anumite sarcini (forma dependentă); întregii clase dacă toți elevii din clasă îndeplinesc sarcina (forma inter-dependentă); individual, fiecărui elev care a îndeplinit sarcina (forma independentă).
- Aprecieri-simbol: pseudo-monezi, puncte, "timbre" - pe baza cărora elevii pot obține ulterior anumite obiecte (de la magazinul școlii, de exemplu), sau pot participa la anumite activități.

Se pot întâlni în practică anumite forme greșite de aplicare a componentei Apreciere - care trebuiesc evitate:
- forme de acord care prevăd pedepse draconice; acordul nu evidențiază comportamentele pozitive și nu este adus în atenția elevilor decât sporadic (atunci când ei îl încalcă).
- premii condiționate care conțin: obiective nerealiste/imposibile ("veți primi această recompensă doar dacă toți vă veți comporta perfect pe tot parcursul anului"); forme de răsplată imposibile ("veți avea ziua de vineri liberă").
- acordarea de aprecieri-simbol care: nu identifică explicit comportamentul pozitiv dorit; sunt oferite aceleași persoane/aceluiași grup; nu sunt bazate pe merit (comportamentul dorit nu s-a produs în prealabil).

#### Alte practici axate pe prevenție
- Supervizare: procesul de monitorizare a clasei/a altei locații din școală, care include: deplasarea (mișcare frecventă în clasă, în proximitatea elevilor); evaluarea vizuală a întregului spațiu al clasei (inclusiv atunci când cadrul didactic lucrează cu un singur grup; se realizează frecvent, pentru a preveni apariția unor situații deranjante pentru elevi); interacțiunea frecventă cu elevii (sub formă verbală; feedback oferit într-un mod respectuos, care include măsuri de corecție preventivă; manifestarea atenției față de elevi). În funcție de nivelul clasei, se recomandă: evitarea staționării îndelungate într-un loc care nu ar permite monitorizarea întregii clase; deplasarea prin clasă doar pe aceleași "rute"; atenție acordată unui singur grup de elevi prea mult timp, sau interacțiunea frecventă doar cu aceleași grupuri de elevi.
- Participare: crearea de către cadrul didactic a unor oportunități de participare activă, prin: adresarea de întrebări; trasarea de sarcini de realizat în timpul orei (mod de anunțare prezență, răspunsuri în cor, cartele de răspuns).
- Solicitări și măsuri corective preventive: scopul acestor măsuri este de a reaminti elevilor despre comportamentul dorit, înainte ca acest comportament să se producă. Trăsăturile acestor măsuri sunt cele de: prevenire (se produc anterior manifestării comportamentului); accesibilitate (formularea acestora poate fi înțeleasă ușor de către elevi); observabile (elevii pot sesiza cu ușurință momentul în care o solicitare de acest fel le este adresată); specifice și explicite (descriu comportamentul așteptat și consecințele aferente acestuia). Exemple: prezentarea modului de utilizare a materialelor, înainte de începerea lecției; atragerea atenției elevilor asupra posterelor (sau altor materiale asimilate) care indică modul de realizare a unei sarcini la clasă; revizuirea regulilor/modului de lucru în echipă. Printre exemplele incorecte de aplicare a acestor măsuri se numără: critica unui comportament greșit, dacă se produce ulterior manifestării acestuia; indicații generale, de tip "să faceți o lucrare bună" - întrucât nu conțin indicații specifice; indicarea doar a regulilor negative (ce să nu facă elevii).

#### Practici bazate pe corecție
- Corecția erorilor: constă în informarea elevului de către cadrul didactic (de obicei) asupra: faptului că s-a produs comportament nedorit; modului în care elevul ar trebui să se comporte pe viitor. Trăsăturile acestor măsuri sunt: informarea se realizează într-o formă concisă, calmă, respectuoasă, de obicei în privat; se utilizează aprecierea pentru manifestarea comportamentului pozitiv dorit; discuția ar trebui să se finalizeze relativ rapid și să se evită "lupta pentru control"/"confruntarea între ego-uri". Unele exemple de cazuri în care se aplică astfel de corecții ar fi: mod de răspuns necorespunzător (fără ridicarea mâinii); discuții de grup prea zgomotoase; utilizarea necorespunzătoare a materialelor de clasă. Unele exemple de aplicare incorectă ar fi: "nu așa" - nu se identifică eroarea; întinderea pe parcursul multor minute a criticii; critica pe ton ridicat, în public; confruntare din ce în ce mai violentă din punct de vedere verbal.
- Alte măsuri: ignorare intenționată (ex.: interpelare neconformă de către elev a cadrului didactic); recompensare diferențiată (ex.: cadrul didactic ignoră interpelările neconforme și acordă atenție elevilor care se manifestă corespunzător; cadrul didactic solicită unui elev, în mod privat, să reducă numărul de interpelări neconforme de la X cazuri la Y cazuri; "în cazul în care păstrați liniștea, putem asculta muzică la sfârșitul orei, în timpul practicii individuale"); costul de oportunitate (interzicerea utilizării unui obiect dorit/participării la o activitate, urmare manifestării unui comportament nepotrivit; cadrul didactic va urmări recompensarea într-o proporție de 5:1 a comportamentelor pozitive manifestate ulterior). Unele exemple de aplicare nepotrivită a acestor măsuri ar fi: ignorarea cazurilor în care un elev critică într-un mod public și nepotrivit un alt coleg, angrenând și alți colegi în denigrarea acestuia; critica tuturor comportamentelor negative ale unui elev dar concomitent cu ignorarea tuturor cazurilor în care acesta manifestă comportamentele dorite; anunțarea publică a retragerii unor privilegii, fără a clarifica motivul pedepsei; pedepse disproporționate.

### Sisteme de date
În cadrul politicilor educative PBIS, unitățile de învățământ folosesc datele culese pentru a alege, monitoriza și evalua rezultate, practici și sisteme. Sistemele de date folosite uzual în managementul clasei sunt:
- Contorizare comportamentelor: înregistrarea frecvenței unui comportament într-o anumită perioadă de timp (alternativ, se poate folosi rata producerii unui anumit comportament, împărțind frecvența la numărul de unități de timp relevante (oră/minute);
- Măsurare duratei unui comportament: se înregistrează: cât timp durează un anumit comportament, atunci când acesta se manifestă; cât timp se scurge între producerea unei cauze și producerea comportamentului (latența); durata de timp scursă între două cazuri de comportament de același tip (timpul inter-eveniment). Instrumentele folosite pot fi: abac fizic/aplicație smart; cronometru; contorizare pe hârtie. Trăsăturile comportamentelor pretabile a fi măsurate sunt: comportamente discrete, măsurabile și similare (cât de des folosește un elev insultele/întreruperile în timpul unei ore); comportamente discrete și observate (cât timp îi ia unui elev să înceapă o anumită sarcină; cât timp îi ia unui elev să înceapă o nouă sarcină, ulterior finalizării celei anterioare). Unele cazuri de aplicare incorectă a acestor instrumente ar fi: comportamente difuze, sau care se produc prea rapid pentru a putea fi contorizate, sau care au o variabilitate ridicată.
- Prelevare: estimarea frecvenței producerii unui anumit comportament într-o anumită fracțiune a intervalului de timp observat (interval parțial - pentru comportamente de scurtă durată și frecvente), pe întreg intervalul de timp observat (interval complet - pentru comportamente de durată relativ mai lungă), sau la finalul intervalului de timp observat (pentru situații complexe). Acest instrument se aplică pentru măsurarea unor comportamente cu caracter difuz, sau care se produc prea rapid pentru a putea fi contorizate, sau care au o variabilitate ridicată.
- Cartele A-B-C (în engleză în original: Antecedent Behavior Consequence): presupune înregistrarea evenimentelor care s-au produs înaintea unui anumit incident, în timpul acestuia și ulterior acestuia. Acest instrument se aplică pentru comportamente discrete, măsurabile și observate (sau cel puțin probate prin interviuri).

Prelevare
Jetoane ABC, Formular incident, Referat de disciplină

## Cercetări conexe
- Aranjarea clasei: cadrele didactice pot preveni un număr semnificativ de probleme de comportament printr-o aranjare adecvată a clasei [2]
- Proceduri: stabilirea de proceduri la începutul anului îmbunătățește: respectarea regulilor; frecvența comportamentelor pozitive; implicarea în activitățile orei; rezultatele școlare.[3]
- Așteptări: un sistem robust de reguli și proceduri ajută la asimilarea informațiilor de către elevi și la creșterea gradului de implicare a acestora în activitățile orei.

- Aprecierea: lauda oferită punctual (pentru anumite rezultate/activități) este corelată cu îmbunătățirea comportamentului și a rezultatelor școlare. [5]
- Supervizare: combinarea solicitărilor cu măsurile corective preventive (precorecții) și cu supervizarea duce la creșterea calității actului de educație. [6]
- Participarea: creșterea oportunităților de implicare a elevilor duce la creșterea frecvenței comportamentelor pozitive și la reducerea comportamentelor neproductive.[7]
- Solicitări și măsuri corective preventive: utilizarea solicitărilor și a măsurilor corective preventive duce la creșterea comportamentelor pozitive.[8]
- Corecția erorilor: în cazurile în care astfel de critici se realizează direct și imediat, iar elevul are oportunitatea de a manifesta curând comportamentul dorit, se observă o creștere a comportamentelor pozitive și o scădere a comportamentelor nedorite.[9]
- Ignorarea intenționată: este asociată cu reducerea comportamentelor problemă. [10]